# Asociația Club de Fotbal Sepsi OSK Sfântu Gheorghe
L'Asociația Club Sportiv Sepsi OSK Sfântu Gheorghe, meglio noto come Sepsi, è una società calcistica rumena con sede nella città di Sfântu Gheorghe. Milita nella Liga II, la seconda serie del campionato rumeno di calcio.
Vanta la vittoria di 2 Coppe di Romania e 2 Supercoppe di Romania. Disputa le gare interne allo stadio Sepsi Arena di Sfântu Gheorghe, impianto da 8 400 posti.

## Storia
Fondata nel 2011 come erede del disciolto Oltul Sfântu Gheorghe, l'Asociația Club de Fotbal Sepsi OSK Sfântu Gheorghe richiama nella sua denominazione la vecchia società con l'acronimo Oltul Sport Klub (OSK), cui aggiunge la parola Sepsi, Che deriva da Sepsiszentgyörgy, il nome ungherese della città.
Nella stagione d'esordio vinse il campionato di Liga V, ottenendo la promozione in Liga IV, dove concluse l'anno dopo al secondo posto, a 8 punti dal Viitorul Sfântu Gheorghe capolista.
Alla fine della stagione 2013-2014 conseguì la promozione in Liga III, la terza serie rumena, attraverso i play-off, dove ebbe la meglio sul Selena Jariștea. Nel 2014-2015 ottenne il terzo posto in Liga III e l'anno dopo vinse il campionato, guadagnando la promozione in Liga II. L'ascesa proseguì nella stagione seguente, quando, grazie al secondo posto in Liga II, il Sepsi ottenne la promozione in Liga I, divenendo la prima squadra del distretto di Covasna a militare in massima serie.
Nel 2017-2018 la squadra esordì nella Liga I, la massima serie del campionato rumeno di calcio, ottenendo il nono posto. Nel 2019-2020 la squadra arrivò in finale di Coppa di Romania, dove fu sconfitta dal FCSB.
Nel 2020-2021 chiuse il campionato al quarto posto e poi vinse gli spareggi di qualificazione alle coppe europee (1-0 contro il Viitorul Costanza), qualificandosi così per la prima volta a una competizione confederale. Nel 2021-2022 la squadra uscì al  turno preliminare di UEFA Conference League contro lo Spartak Trnava ai rigori, in campionato ottenne una nuova qualificazione europe e vinse per la prima volta la coppa nazionale. Nel 2022-2023 vinse nuovamente la coppa nazionale e si aggiudicò la Supercoppa di Romania, vinta anche nel 2023-2024.

## Organico
Rosa e numerazione aggiornate al 15 settembre 2024.
| N. |                        | Ruolo | Calciatore        |
| -- | ---------------------- | ----- | ----------------- |
| 1  | Romania (bandiera)     | P     | Dinu Moldovan     |
| 2  | Romania (bandiera)     | D     | Andres Dumitrescu |
| 3  | Romania (bandiera)     | D     | Florin Ștefan     |
| 4  | Romania (bandiera)     | D     | Denis Haruț       |
| 5  | Giappone (bandiera)    | C     | Sōta Mino         |
| 6  | Romania (bandiera)     | C     | Nicolae Păun      |
| 7  | Romania (bandiera)     | A     | Omar El Sawy      |
| 8  | Paesi Bassi (bandiera) | C     | Michael Breij     |
| 9  | Romania (bandiera)     | A     | Marius Coman      |
| 10 | Romania (bandiera)     | C     | Cosmin Matei      |
| 11 | Svizzera (bandiera)    | A     | Dimitri Oberlin   |
| 13 | Romania (bandiera)     | D     | Denis Ciobotariu  |
| 14 | Serbia (bandiera)      | D     | Stefan Hajdin     |
| 17 | Romania (bandiera)     | D     | Darius Oroian     |
| 18 | Ungheria (bandiera)    | C     | Dávid Sigér       |

| N. |                               | Ruolo | Calciatore         |
| -- | ----------------------------- | ----- | ------------------ |
| 20 | Romania (bandiera)            | C     | Marian Drăghiceanu |
| 21 | Macedonia del Nord (bandiera) | C     | Isnik Alimi        |
| 22 | Croazia (bandiera)            | A     | Gabriel Debeljuh   |
| 23 | Romania (bandiera)            | C     | Hunor Batzula      |
| 25 | Romania (bandiera)            | D     | Bogdan Oteliță     |
| 27 | Romania (bandiera)            | D     | Davide Popșa       |
| 31 | Romania (bandiera)            | P     | Szilárd Gyenge     |
| 33 | Romania (bandiera)            | P     | Roland Niczuly     |
| 55 | Israele (bandiera)            | D     | Nir Bardea         |
| 59 | Albania (bandiera)            | C     | Sherif Kallaku     |
| 77 | Serbia (bandiera)             | A     | Mihajlo Nešković   |
| 82 | Slovacchia (bandiera)         | D     | Branislav Niňaj    |
| 90 | Romania (bandiera)            | A     | Norbert Kocsis     |
| 98 | Romania (bandiera)            | P     | Hunor Gedő         |

### Rosa 2021-2022
Aggiornata al 4 marzo 2022.
| N. |                               | Ruolo | Calciatore               |
| -- | ----------------------------- | ----- | ------------------------ |
| 2  | Portogallo (bandiera)         | D     | Hugo Sousa               |
| 3  | Romania (bandiera)            | D     | Bogdan Mitrea (capitano) |
| 4  | Romania (bandiera)            | D     | Răzvan Tincu             |
| 6  | Romania (bandiera)            | C     | Nicolae Păun             |
| 7  | Romania (bandiera)            | C     | George Dragomir          |
| 8  | Romania (bandiera)            | C     | Gabriel Vașvari          |
| 9  | Romania (bandiera)            | A     | Alexandru Tudorie        |
| 10 | Paesi Bassi (bandiera)        | C     | Anass Achahbar           |
| 11 | Romania (bandiera)            | C     | Marius Ștefănescu        |
| 12 | Romania (bandiera)            | P     | Răzvan Began             |
| 14 | Spagna (bandiera)             | C     | Eder González            |
| 15 | Macedonia del Nord (bandiera) | C     | Stefan Aškovski          |
| 17 | Guinea (bandiera)             | C     | Boubacar Fofana          |
| 19 | Venezuela (bandiera)          | A     | Mario Rondón             |
| 20 | Romania (bandiera)            | D     | Andres Dumitrescu        |
| 21 | Romania (bandiera)            | A     | Cristian Bărbuț          |

| N. |                        | Ruolo | Calciatore        |
| -- | ---------------------- | ----- | ----------------- |
| 24 | Romania (bandiera)     | C     | István Fülöp      |
| 27 | Romania (bandiera)     | D     | Rareș Ispas       |
| 29 | Moldavia (bandiera)    | A     | Vitalie Damașcan  |
| 33 | Romania (bandiera)     | P     | Roland Niczuly    |
| 42 | Paesi Bassi (bandiera) | A     | Kevin Luckassen   |
| 44 | Romania (bandiera)     | D     | Mihai Bălașa      |
| 77 | Croazia (bandiera)     | C     | Adnan Aganović    |
| 82 | Slovacchia (bandiera)  | D     | Branislav Niňaj   |
| 88 | Bulgaria (bandiera)    | D     | Radoslav Dimitrov |
| 90 | Romania (bandiera)     | A     | Cătălin Golofca   |
| 95 | Romania (bandiera)     | P     | Albert Szántó     |
| 96 | Romania (bandiera)     | D     | Paul Popa         |
| 98 | Romania (bandiera)     | P     | Hunor Gedő        |
| 99 | Romania (bandiera)     | A     | Norbert Kocsis    |
|    | Romania (bandiera)     | D     | Robert David      |

### Rosa 2020-2021
| N. |                       | Ruolo | Calciatore               |
| -- | --------------------- | ----- | ------------------------ |
| 2  | Grecia (bandiera)     | D     | Panagiōtīs Delīgiannidīs |
| 3  | Romania (bandiera)    | D     | Bogdan Mitrea            |
| 4  | Romania (bandiera)    | D     | Răzvan Tincu             |
| 5  | Romania (bandiera)    | C     | Lóránt Kovács            |
| 6  | Romania (bandiera)    | D     | Nicolae Păun             |
| 7  | Romania (bandiera)    | C     | George Dragomir          |
| 8  | Romania (bandiera)    | C     | Gabriel Vașvari          |
| 9  | Romania (bandiera)    | A     | Andrei Dumiter           |
| 10 | Romania (bandiera)    | C     | Lóránd Fülöp             |
| 11 | Romania (bandiera)    | A     | Marius Ștefănescu        |
| 12 | Spagna (bandiera)     | P     | Jesús Fernández          |
| 13 | Svezia (bandiera)     | A     | Admir Bajrovic           |
| 14 | Romania (bandiera)    | C     | Vlad Mitrea              |
| 17 | Guinea (bandiera)     | C     | Boubacar Fofana          |
| 18 | Slovacchia (bandiera) | A     | Pavol Šafranko           |
| 19 | Francia (bandiera)    | C     | Bryan Nouvier            |

| N. |                        | Ruolo | Calciatore                 |
| -- | ---------------------- | ----- | -------------------------- |
| 20 | Romania (bandiera)     | D     | Andres Dumitrescu          |
| 21 | Slovacchia (bandiera)  | C     | Peter Gál-Andrezly         |
| 23 | Paesi Bassi (bandiera) | A     | Anass Achahbar             |
| 24 | Romania (bandiera)     | C     | István Fülöp               |
| 25 | Austria (bandiera)     | C     | Aleksa Markovic            |
| 27 | Romania (bandiera)     | C     | Nicolae Carnat             |
| 29 | Algeria (bandiera)     | D     | Rachid Bouhenna (capitano) |
| 30 | Romania (bandiera)     | C     | Florin Purece              |
| 33 | Romania (bandiera)     | P     | Roland Niczuly             |
| 77 | Croazia (bandiera)     | C     | Adnan Aganović             |
| 88 | Bulgaria (bandiera)    | D     | Radoslav Dimitrov          |
| 90 | Romania (bandiera)     | A     | Cătălin Golofca            |
| 96 | Romania (bandiera)     | D     | Florin Ștefan              |
| 98 | Romania (bandiera)     | P     | Cătălin Căpățână           |
| 99 | Romania (bandiera)     | D     | Balázs Csiszér             |
|    | Moldavia (bandiera)    | A     | Vitalie Damașcan           |

### Rosa 2019-2020
Aggiornata al 15 marzo 2020.
| N. |                       | Ruolo | Calciatore        |
| -- | --------------------- | ----- | ----------------- |
| 3  | Croazia (bandiera)    | D     | Hrvoje Barišić    |
| 4  | Romania (bandiera)    | D     | Răzvan Tincu      |
| 5  | Romania (bandiera)    | C     | Lóránt Kovács     |
| 6  | Romania (bandiera)    | D     | Daniel Celea      |
| 7  | Romania (bandiera)    | C     | George Dragomir   |
| 8  | Romania (bandiera)    | C     | Gabriel Vașvari   |
| 9  | Romania (bandiera)    | A     | Andrei Dumiter    |
| 10 | Romania (bandiera)    | C     | Lóránd Fülöp      |
| 11 | Romania (bandiera)    | A     | Marius Ștefănescu |
| 13 | Romania (bandiera)    | C     | Ronaldo Deaconu   |
| 14 | Argentina (bandiera)  | A     | Tomás Díaz        |
| 17 | Romania (bandiera)    | C     | Călin Popescu     |
| 18 | Slovacchia (bandiera) | A     | Pavol Šafranko    |
| 19 | Camerun (bandiera)    | A     | Edgar Salli       |

| N. |                        | Ruolo | Calciatore              |
| -- | ---------------------- | ----- | ----------------------- |
| 21 | Slovacchia (bandiera)  | C     | Peter Gál-Andrezly      |
| 23 | Paesi Bassi (bandiera) | A     | Anass Achahbar          |
| 24 | Romania (bandiera)     | C     | István Fülöp (capitano) |
| 25 | Svizzera (bandiera)    | A     | Goran Karanović         |
| 27 | Romania (bandiera)     | C     | Nicolae Carnat          |
| 29 | Algeria (bandiera)     | C     | Rachid Bouhenna         |
| 33 | Romania (bandiera)     | P     | Roland Niczuly          |
| 77 | Bulgaria (bandiera)    | C     | Stefan Velev            |
| 88 | Bulgaria (bandiera)    | D     | Radoslav Dimitrov       |
| 95 | Romania (bandiera)     | P     | Béla Fejér              |
| 96 | Romania (bandiera)     | D     | Florin Ștefan           |
| 98 | Romania (bandiera)     | P     | Cătălin Căpățână        |
| 99 | Romania (bandiera)     | D     | Balázs Csiszér          |

### Rosa 2018-2019
Aggiornata al 10 marzo 2019.
| N. |                           | Ruolo | Calciatore          |
| -- | ------------------------- | ----- | ------------------- |
| 2  | Brasile (bandiera)        | D     | Gabriel             |
| 3  | Costa d'Avorio (bandiera) | D     | Ousmane Viera       |
| 4  | Romania (bandiera)        | D     | Adrian Rus          |
| 5  | Germania (bandiera)       | D     | Igor Jovanović      |
| 7  | Costa Rica (bandiera)     | C     | Dylan Flores        |
| 8  | Romania (bandiera)        | C     | Gabriel Vașvari     |
| 9  | Francia (bandiera)        | C     | Bryan Nouvier       |
| 10 | Mali (bandiera)           | C     | Ibrahima Tandia     |
| 11 | Filippine (bandiera)      | D     | Daisuke Satō        |
| 12 | Romania (bandiera)        | P     | Relu Stoian         |
| 14 | Bielorussia (bandiera)    | C     | Aljaksandr Karnicki |
| 16 | Polonia (bandiera)        | D     | Sebastian Rudol     |
| 17 | Romania (bandiera)        | C     | Călin Popescu       |

| N. |                               | Ruolo | Calciatore       |
| -- | ----------------------------- | ----- | ---------------- |
| 20 | Kenya (bandiera)              | D     | Aboud Omar       |
| 21 | Romania (bandiera)            | C     | Yasin Hamed      |
| 23 | Ghana (bandiera)              | C     | Joseph Mensah    |
| 24 | Romania (bandiera)            | C     | István Fülöp     |
| 27 | Romania (bandiera)            | A     | Nicolae Carnat   |
| 33 | Romania (bandiera)            | P     | Roland Niczuly   |
| 70 | Macedonia del Nord (bandiera) | A     | Marko Simonovski |
| 77 | Bulgaria (bandiera)           | C     | Stefan Velev     |
| 80 | Romania (bandiera)            | A     | Attila Hadnagy   |
| 95 | Romania (bandiera)            | P     | Béla Fejér       |
| 96 | Romania (bandiera)            | D     | Florin Ștefan    |
| 99 | Romania (bandiera)            | A     | Andrei Sîntean   |

### Rosa 2017-2018
| N. |                       | Ruolo | Calciatore       |
| -- | --------------------- | ----- | ---------------- |
| 3  | Romania (bandiera)    | D     | Constantin Dima  |
| 5  | Romania (bandiera)    | C     | Szilárd Mitra    |
| 7  | Romania (bandiera)    | A     | István Fülöp     |
| 9  | Montenegro (bandiera) | A     | Stefan Nikolić   |
| 10 | Senegal (bandiera)    | C     | Issa Thiaw       |
| 11 | Romania (bandiera)    | C     | Dragoș Huiban    |
| 12 | Romania (bandiera)    | P     | Bogdan Miron     |
| 13 | Romania (bandiera)    | C     | Sebastian Ghinga |
| 14 | Romania (bandiera)    | D     | Florin Dumbravă  |
| 16 | Romania (bandiera)    | D     | Ionuț Ursu       |
| 20 | Romania (bandiera)    | D     | Ciprian Răduțoiu |
| 21 | Romania (bandiera)    | A     | Victoraș Astafei |
| 23 | Romania (bandiera)    | D     | Constantin Grecu |
| 26 | Romania (bandiera)    | D     | Cristian Oroș    |

| N. |                               | Ruolo | Calciatore       |
| -- | ----------------------------- | ----- | ---------------- |
| 31 | Romania (bandiera)            | D     | Marius Burlacu   |
| 33 | Romania (bandiera)            | P     | Roland Niczuly   |
| 70 | Lituania (bandiera)           | C     | Marius Papšys    |
| 77 | Macedonia del Nord (bandiera) | C     | Milovan Petrović |
| 80 | Romania (bandiera)            | A     | Attila Hadnagy   |
| 83 | Romania (bandiera)            | D     | Răzvan Damian    |
| 90 | Romania (bandiera)            | C     | Claudiu Herea    |
| 95 | Romania (bandiera)            | P     | Béla Fejér       |
| 96 | Romania (bandiera)            | A     | Sandu Iovu       |
| 97 | Romania (bandiera)            | C     | Patrick Petre    |
| 99 | Romania (bandiera)            | A     | Zsombor Veress   |
|    | Romania (bandiera)            | C     | Cristian Cocan   |
|    | Romania (bandiera)            | C     | Zsolt Tankó      |

## Palmarès

### Competizioni nazionali
- Coppa di Romania: 2

2021-2022, 2022-2023
- Supercoppa di Romania: 2

2022, 2023
- Liga III: 1

2015-2016

### Competizioni regionali
- Liga IV: 1

2013-2014
- Liga V: 1

2011-2012

### Altri piazzamenti
- Coppa di Romania:

Finalista: 2019-2020
- Liga II:

Secondo posto: 2016-2017